# Arbetaren (Finland)
Arbetaren var en dagstidning som gavs ut i Helsingfors åren 1900–1907 av Finlands svenska arbetarförbund. Tidningen var Finlands första svenskspråkiga arbetartidning. I bakgrunden verkade också en grupp finlandssvenska kulturradikaler såsom Arvid Mörne och Herman Gummerus. Arbetaren nedläggs i oktober 1907 för ekonomiska problem och efterträddes av tidning Social-Demokraten.

## Chefredaktörer
- Reino Drockila, 1901–1903
- Anders Käcklund, 1904–1905
- Karl H. Wiik, 1905
- Kalle Nyman, 1905–1906
- Anton Caselius, 1906–1907
- Arthur Usenius, 1907